# 1567 w literaturze
Wydarzenia literackie w 1567 roku.

## Nowe książki
- Isabella Whitney, The Copy of a Letter, Lately Written in Meter by a Young Gentlewoman: to her Unconstant Lover

## Urodzili się
- Valens Acidalius, niemiecki poeta nowołaciński
- Thomas Campion, angielski poeta
- William Alabaster, angielski poeta
- Thomas Nashe, angielski poeta

## Zmarli
- Marin Držić, chorwacki poeta